# Istituto di ricovero e cura a carattere scientifico
In Italia, un istituto di ricovero e cura a carattere scientifico (IRCCS) è un ospedale nel quale vengono svolte attività di ricerca clinica, nonché di gestione dei servizi sanitari, che in virtù del loro contributo alla ricerca ricevono finanziamenti pubblici (150 milioni di euro nel 2017). Gli istituti di ricovero e cura a carattere scientifico sono particolari aziende ospedaliere con natura giuridica diversa, pubblica o privata. Gli IRCCS sono in tutto cinquantuno, dei quali ventuno pubblici e trenta privati.

## Funzioni
Il decreto legislativo 16 ottobre 2003, n. 288 definisce gli IRCCS come «enti a rilevanza nazionale dotati di autonomia e personalità giuridica che, secondo standard di eccellenza, perseguono finalità di ricerca, prevalentemente clinica e traslazionale, nel campo biomedico e in quello dell'organizzazione e gestione dei servizi sanitari, unitamente a prestazioni di ricovero e cura di alta specialità».

## Organi
Gli IRCCS possono essere gestiti da fondazioni, che come organi hanno:
- il consiglio di amministrazione;
- il presidente della fondazione;
- il direttore generale;
- il direttore scientifico.

### Il direttore scientifico
Il direttore scientifico negli IRCCS pubblici è nominato dal ministro competente in materia di sanità, sentito il presidente della Regione ove ha sede l'istituto. La nomina dei direttori scientifici è regolamentata dal DPR 42 del 26 febbraio 2007, a seguito delle novità introdotte dal D. Lgs. 288 del 16 ottobre 2003, pur non avendo, a sua volta, previsto alcuna procedura specifica per la nomina dei direttori scientifici degli IRCCS.
Il regolamento prevede che la nomina avvenga a seguito di un bando pubblico con riferimento a:
- attività di produzione scientifica (fattore di impatto, PageRank, analisi delle citazioni, posizioni di preminenza nel novero degli autori, continuità dell'attività scientifica, brevetti, ecc.);
- capacità manageriale (direzione di istituti di ricerca, IRCCS, CNR, università, istituti privati, nazionali o internazionali, per un minimo di cinque anni; organizzazione e mantenimento di laboratori e/o banche di materiale biologico, ecc.);
- capacità di organizzazione della ricerca e di gruppi produttivi nazionali ed esteri;
- competenze specifiche.

Al termine della selezione la commissione indicherà una terna di candidati, da cui verrà effettuata la scelta, motivata, da parte del Ministero della salute.
Gli IRCCS privati non sono sottoposti al controllo ministeriale ma è verificata unicamente la valenza delle ricerche effettuate.

## Aree di ricerca
Gli IRCCS hanno per oggetto una singola materia o più materie. I settori in cui questi istituti sono coinvolti:
- Auxologia
- Biotecnologie e tecnologie biomediche
- Cardiologia
- Dermatologia
- Diagnostica per immagini
- Gastroenterologia
- Geriatria
- Malattie genetiche ed eredo-familiari
- Malattie immunodegenerative
- Malattie infettive
- Malattie metaboliche
- Medicina fisica e riabilitativa
- Medicina molecolare
- Medicina occupazionale
- Neurologia
- Neuropsichiatria
- Neuroscienze
- Oftalmologia
- Oncologia
- Ortopedia
- Patologie croniche, degenerative, disabilitanti
- Pediatria
- Psichiatria
- Riabilitazione neuropsicologica
- Trapianti d'organo

## Le strutture

### IRCCS pubblici
- Istituto nazionale ricovero e cura anziani – Ancona
- Centro di riferimento oncologico – Aviano
- Istituto tumori Giovanni Paolo II – Bari[7]
- Istituto delle scienze neurologiche – Bologna
- Istituto Ortopedico Rizzoli – Bologna
- Azienda Ospedaliero-Universitaria di Bologna - Policlinico di Sant'Orsola – Bologna
- Ente ospedaliero specializzato in gastroenterologia Saverio De Bellis – Castellana Grotte
- Istituto Giannina Gaslini – Genova
- Azienda Ospedaliera Universitaria policlinico "San Martino" – Genova
- IRCCS Centro neurolesi Bonino Pulejo – Messina
- Fondazione Ca' Granda – Ospedale Maggiore Policlinico Universitario – Milano
- Fondazione IRCCS Istituto nazionale dei tumori – Milano
- Istituto Nazionale Neurologico Carlo Besta – Milano
- Istituto nazionale tumori Fondazione Giovanni Pascale – Napoli
- Istituto Oncologico Veneto – Padova
- Fondazione IRCCS Policlinico San Matteo – Pavia
- Istituto in tecnologie avanzate e modelli assistenziali in oncologia – Reggio Emilia
- Centro di riferimento oncologico della Basilicata – Rionero in Vulture
- Istituti fisioterapici ospitalieri: Istituto nazionale tumori "Regina Elena" e Istituto dermatologico "San Gallicano"[8] – Roma
- Istituto per le malattie infettive "Lazzaro Spallanzani" – Roma
- Ospedale infantile Burlo Garofolo – Trieste
- Ospedale pediatrico Meyer - Firenze
- Fondazione San Gerardo dei Tintori - Monza

### IRCCS privati
- Associazione Oasi Maria Santissima – Troina
- Casa Sollievo della Sofferenza – San Giovanni Rotondo
- Centro cardiologico Monzino – Milano
- Fondazione Don Carlo Gnocchi – Milano e Firenze
- Fondazione G.B. Bietti per lo studio e la ricerca in oftalmologia – Roma
- Fondazione Istituto neurologico Casimiro Mondino – Pavia
- Fondazione Santa Lucia – Roma
- IRCCS Centro San Giovanni di Dio Fatebenefratelli – Brescia
- IRCCS Fondazione Stella Maris – Calambrone
- IRCCS Multimedica – Milano
- IRCCS San Raffaele Pisana – Roma
- Istituti Clinici Scientifici Maugeri – Pavia
- Istituto auxologico italiano – Milano
- Istituto Clinico Humanitas – Rozzano
- Istituto Dermopatico dell'Immacolata – Roma
- Istituto Eugenio Medea – Bosisio Parini
- Istituto europeo di oncologia – Milano
- Istituto scientifico romagnolo per lo studio e la cura dei tumori – Meldola
- Istituto di Candiolo IRCCS – Fondazione del Piemonte per l'Oncologia – Candiolo[9]
- Istituto di ricerche farmacologiche "Mario Negri" – Milano, Bergamo e Ranica
- Istituto mediterraneo per i trapianti e terapie ad alta specializzazione – Palermo
- Istituto neurologico mediterraneo Neuromed – Pozzilli
- Istituto ortopedico Galeazzi – Milano
- Ospedale Sacro Cuore Don Calabria – Negrar di Valpolicella
- Ospedale San Raffaele – Segrate
- Ospedale San Camillo IRCCS – Venezia
- Ospedale pediatrico Bambino Gesù – Roma
- Policlinico Agostino Gemelli – Roma
- Policlinico San Donato – San Donato Milanese
- SDN Istituto di ricerca diagnostica e nucleare – Napoli